# Гейгер, Рупрехт
Рупрехт Гейгер (нем. Rupprecht Geiger; 26 января 1908, Мюнхен — 6 декабря 2009, Мюнхен) — немецкий скульптор и художник — абстракционист.

## Жизнь и творчество
Рупрехт Гейгер родился 26 января 1908 в Мюнхене. Он был сыном художника Вилли Гейгера. В 1926—1929 годах он изучает архитектуру в мюнхенской Королевской школе прикладного искусства, в 1930—1932 — учится на каменщика и затем, в 1932—1935 — в Высшем строительном училище Мюнхена. В 1936—1940 г.г. Гейгер работает в различных мюнхенских архитектурных бюро.
В 1940 году будущий скульптор был призван в немецко-фашистскую армию, воевал в Польше и в СССР.
Здесь он самоучкой начинает заниматься живописью. В 1943—1944 годах он уже — армейский художник в воинских частях на Украине и в Греции.
После окончания Второй мировой войны Р.Гейгер с 1949 по 1962 год работает архитектором. В 1965—1976 годах он — профессор живописи в Государственной художественной академии Дюссельдорфа. В 1949 он становится в Мюнхене одним из основателей художественной группы ZEN 49. Р.Гейгер является одним из крупнейших представителей абстрактного искусства в Германии. Творчество его пользовалось поддержкой фонда Соломона Р.Гуггенхайма.
Основным носителем творческой идеи художника был цвет. Именно яркость и сочетание красок имели для Р.Гейгера особое значение как носители автономных ценностей, вышедших за рамки своей внешней формы и обладающих собственной духовной силой и воздействием. В 1950-е годы художник работал преимущественно с красным цветом. Характерным для живописного творчества мастера были его масляные картины, акварели и графика, изображающие простые геометрические формы, яркие светящиеся тона и интенсивную контрастность цвета.
Художник был участником многочисленных выставок как в Германии, так и за её пределами. Он неоднократно выставлялся на смотрах современного искусства в Касселе documenta — 2 (1959),- 3 (1964),- 4 (1968),- 6 (1977); был участником 25-го биеннале в Сан-Паулу и др. Его творчество было отмечено многочисленными наградами, в том числе премией международного триеннале в области цветной графики в Гренхене (1958, Швейцария), золотой медалью 8-го международного биеннале в области графики во Фредерикстаде (1986, Норвегия), премией Академии искусств Берлина (1988), почётной премией в области культуры Мюнхена (1989), премией Рубенса (1992) и др. Р.Гейгер был также награждён в 1993 году баварским Орденом Максимилиана «За достижения в науке и искусстве». 
Рупрехт Гейгер умер 6 декабря 2009 в Мюнхене.

## Галерея

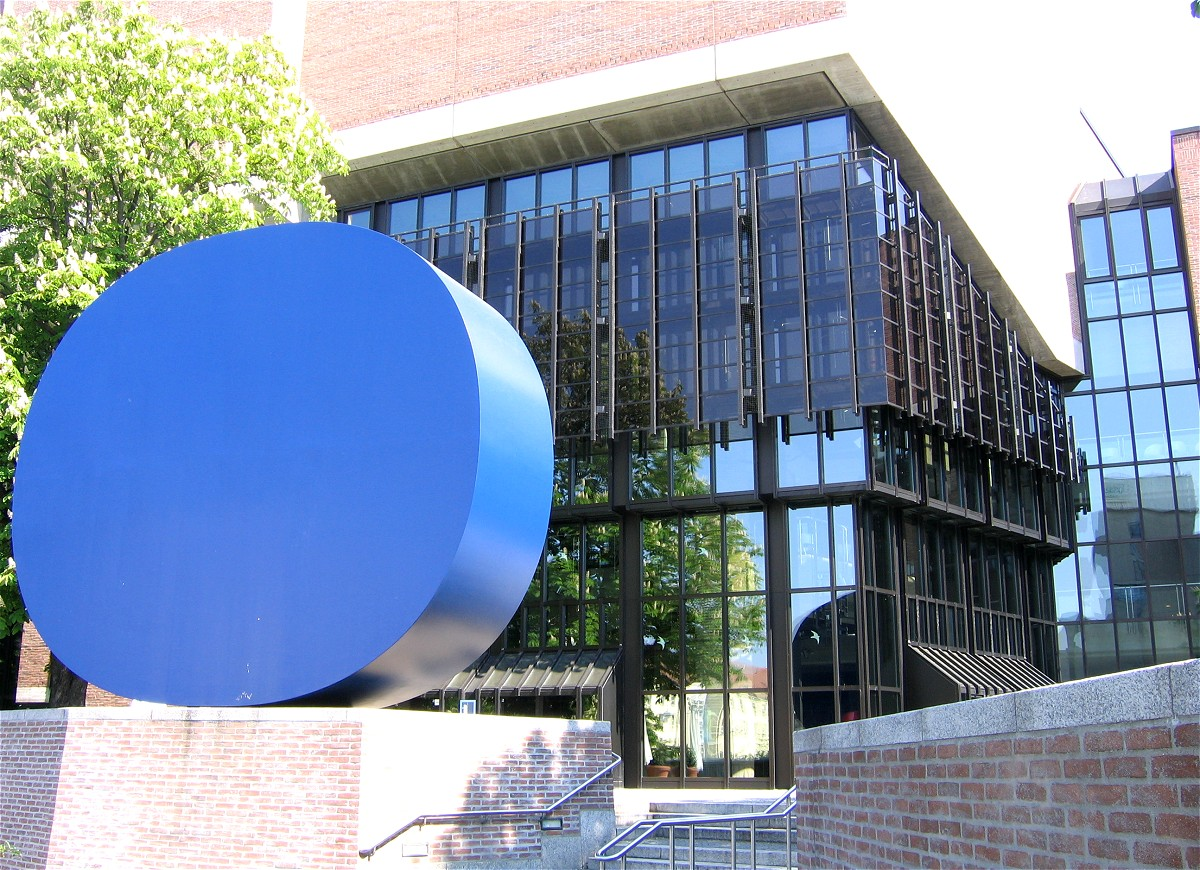
Закруглённая синева (1987)
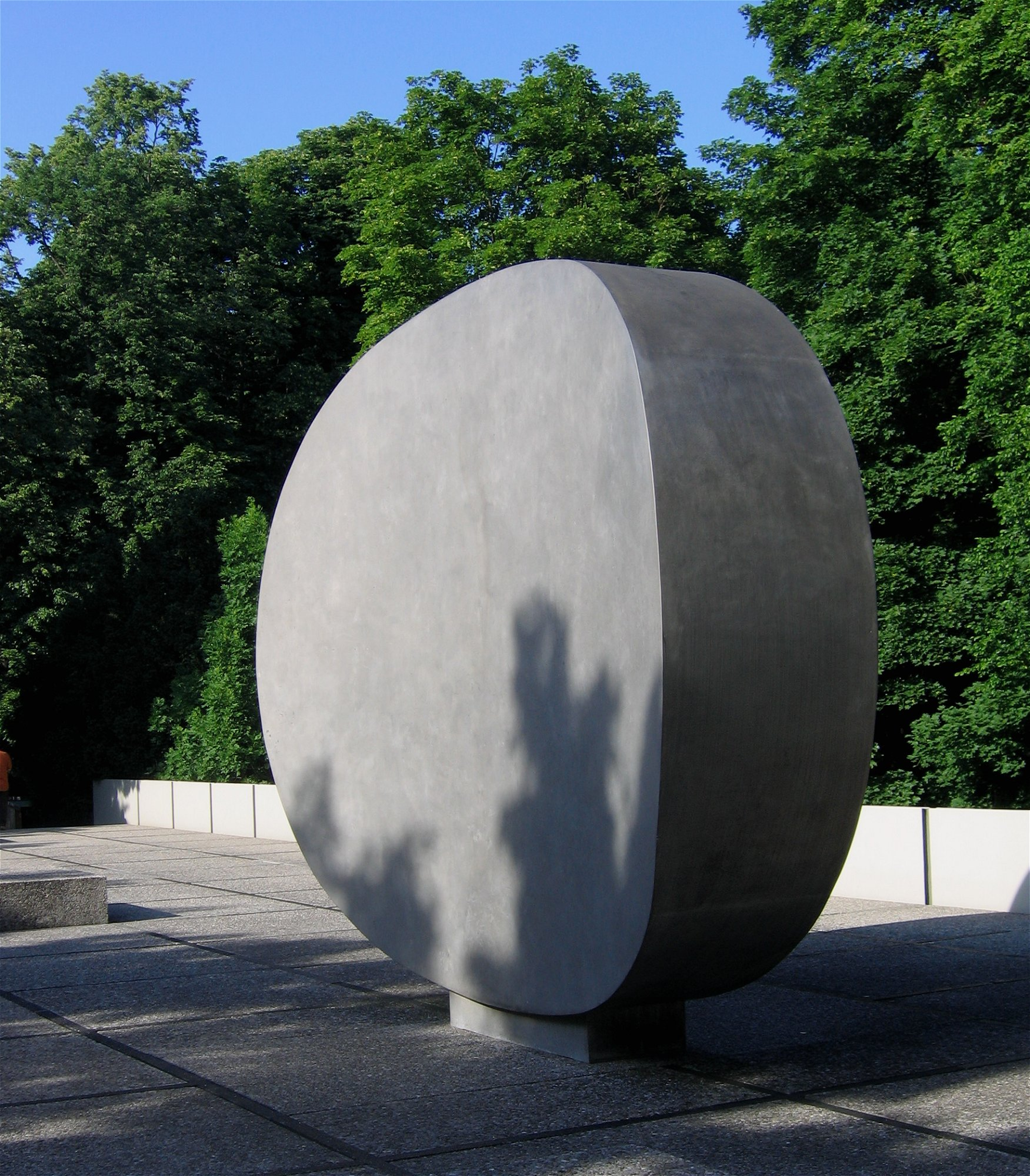
Закруглённый конкав. алюминий (1973)
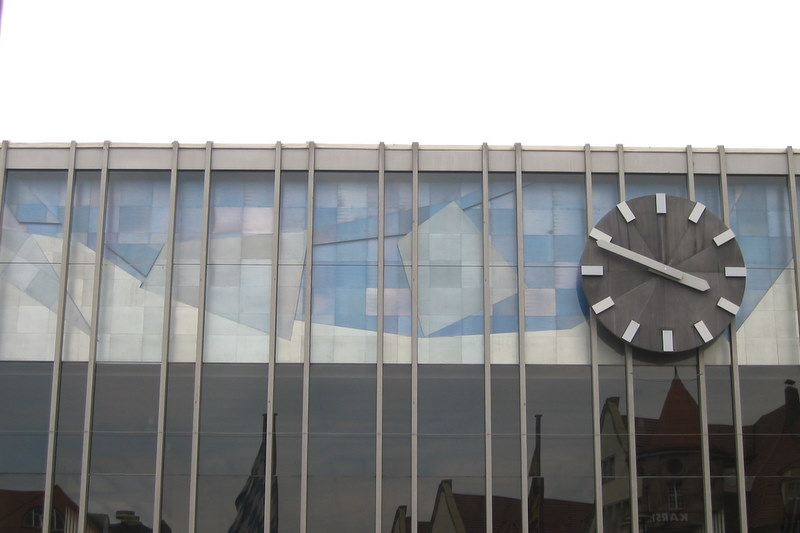
Мозаика в здании мюнхенского вокзала (1951).